# Phanoperla maculata
Phanoperla maculata är en bäcksländeart som beskrevs av Peter Zwick 1982. Phanoperla maculata ingår i släktet Phanoperla och familjen jättebäcksländor. Inga underarter finns listade i Catalogue of Life.